# Gravon
Gravon település Franciaországban, Seine-et-Marne megyében. Lakosainak száma 158 fő (2022. január 1.). Gravon La Tombe, Vinneuf, Balloy, Châtenay-sur-Seine és Misy-sur-Yonne községekkel határos.

## Népesség
A település népességének változása:
| Lakosok száma | 149  | 154  | 162  | 165  | 164  | 164  | 163  | 161  | 158  |
|               | 2013 | 2015 | 2016 | 2017 | 2018 | 2019 | 2020 | 2021 | 2022 |